# Epeolus rufothoracicus
Epeolus rufothoracicus är en biart som beskrevs av Gottlieb Wilhelm Bischoff 1923. Epeolus rufothoracicus ingår i släktet filtbin, och familjen långtungebin. Inga underarter finns listade i Catalogue of Life.